# Ravageurs de la betterave
Liste non exhaustive des ravageurs de la betterave (Beta vulgaris).

## Mollusques
- Deroceras reticulatum (petite limace grise),

## Insectes
Diverses espèces d'insectes attaquent les betteraves cultivées.

### Diptères
- Pegomyia betae (pégomyie de la betterave, mouche de la betterave),
- Tetanops myopaeformis (mouche de la betterave à sucre).
- Psilopa leucostoma

### Coléoptères
- Chaetocnema concinna (altise de la betterave),
- Atomaria linearis (atomaire de la betterave),
- Agriotes spp. (taupins),
- Melolontha melolontha (hanneton commun, ver blanc),
- Asproparthenis punctiventris (charançon de la betterave),
- Tanymecus palliatus (charançon),
- Aclypea opaca (silphe de la betterave, silphe opaque),
- Cassidia nebulosa (casside nébuleuse),
- Cassidia nobilis (casside noble).

### Hémiptères
- Aphis fabae (puceron noir de la fève),
- Myzus persicae (puceron vert du pêcher),

- Calocoris norvegicus (capside de la pomme de terre),
- Circulifer tenellus (cicadelle de la betterave),

### Lépidoptères
- Scrobipalpa ocellatella = Phthorimaea ocellatella (teigne de la betterave),

Vers gris (noctuelles)
- Agrotis ipsilon (noctuelle ipsilon),
- Scotia segetum (noctuelle des moissons),
- Euxoa nigricans (noctuelle noirâtre),
- Autographa gamma (noctuelle gamma),
- Mamestra oleracea (noctuelle potagère),
- Spodoptera exigua (noctuelle de la betterave).

## Myriapodes
- Scutigerella immaculata (scutigerelle immaculée)
- Blaniulus guttulatus (blaniule mouchetée)
- Archiboreoiulus pallidus (blaniule)

## Nématodes
- Heterodera schachtii (nématode de la betterave),